# Knud Christensen (bankdirektør)
 For alternative betydninger, se Knud Christensen. (Se også artikler, som begynder med Knud Christensen)
Knud Christensen (23. oktober 1947 i Holbæk – 2. oktober 2008) var en dansk erhvervsleder, der fra 1980 til sin død var administrerende direktør for Amagerbanken. 
Christensen var uddannet revisor og var partner i et større revisionsselskab, da han i 1980 blev ansat som direktør for Amagerbanken. Han er således Danmarks længst siddende bankdirektør.
Under hans ledelse ekspanderede banken agressivt i København og på Amager, ligesom der kom filialer i Århus og Odense til. Under Christensens sidste leveår oplevede Amagerbanken kritik af sin kraftige udlånsvækst især til bygge- og ejendomsbranchen. 
Knud Christensen havde en række tillidsposter i finansverdenen, bl..a var han formand for Bankernes EDB Central.
Han døde efter kort tids sygdom. 